# Elezioni presidenziali in Argentina del 2019
Le elezioni presidenziali in Argentina del 2019 si sono tenute il 27 ottobre, dopo le elezioni primarie svoltesi l'11 agosto.
Il presidente uscente Macri aveva dovuto affrontare una grave crisi economica e finanziaria, iniziata durante la presidenza Kirchner: nel 2014 l'Argentina ha registrato una recessione del 2,5% del PIL, con un tasso di inflazione del 24%, mentre il deficit pubblico si è attestato al 6% nel 2015. Il Fondo Monetario Internazionale ha concesso al Paese un prestito di 57,1 miliardi di dollari, in cambio di riforme e di tagli alla spesa.
All'esito delle elezioni primarie dell'11 agosto, che hanno visto prevalere il candidato peronista Fernández in ticket con la stessa Kirchner come candidata vicepresidente, la borsa di Buenos Aires (S&P Merval Index) ha perso il 37,9%.

## Risultati

### Elezioni primarie
| Alberto Fernández         | Cristina Fernández de Kirchner | Fronte di Tutti (PJ)                        | 12 205 938 | 49,50 |  |  |  |  |
| Mauricio Macri            | Miguel Ángel Pichetto          | Insieme per il Cambiamento (PR - UCR - ARI) | 8 121 689  | 32,93 |  |  |  |  |
| Roberto Lavagna           | Juan Manuel Urtubey            | Consenso Federale                           | 2 081 315  | 8,44  |  |  |  |  |
| Nicolás del Caño          | Romina Del Plá                 | Fronte di Sinistra e dei Lavoratori         | 723 147    | 2,93  |  |  |  |  |
| Juan José Gómez Centurión | Cynthia Hotton                 | Frente NOS                                  | 670 162    | 2,72  |  |  |  |  |
| José Luis Espert          | Luis Rosales                   | Unite por la Libertad y la Dignidad         | 550 593    | 2,23  |  |  |  |  |
| Manuela Castañeira        | Eduardo Mulhall                | Movimiento al Socialismo                    | 179 461    | 0,73  |  |  |  |  |
| Alejandro Biondini        | Enrique Venturino              | Frente Patriota                             | 58 944     | 0,24  |  |  |  |  |
| Raúl Albarracín           | Sergio Pastore                 | Movimiento de Acción Vecinal                | 36 411     | 0,15  |  |  |  |  |
| José Antonio Romero Feris | Guillermo Sueldo               | Partido Autonomista                         | 32 722     | 0,13  |  |  |  |  |
| Totale                    | Totale                         | Totale                                      | 24 660 382 | 100   |  |  |  |  |
|                           |                                |                                             |            |       |  |  |  |  |
| Schede bianche            | Schede bianche                 | Schede bianche                              | 882 659    | 3,41  |  |  |  |  |
| Schede nulle              | Schede nulle                   | Schede nulle                                | 318 009    | 1,23  |  |  |  |  |
| Votanti                   | Votanti                        | Votanti                                     | 25 861 050 | 76,42 |  |  |  |  |
| Elettori                  | Elettori                       | Elettori                                    | 33 841 837 |       |  |  |  |  |

### Elezioni presidenziali
| Alberto Fernández         | Cristina Fernández de Kirchner | Fronte di Tutti (PJ)                        | 12 946 037 | 48,24 |  |  |  |  |
| Mauricio Macri            | Miguel Ángel Pichetto          | Insieme per il Cambiamento (PR - UCR - ARI) | 10 811 586 | 40,28 |  |  |  |  |
| Roberto Lavagna           | Juan Manuel Urtubey            | Consenso Federale                           | 1 649 322  | 6,15  |  |  |  |  |
| Nicolás del Caño          | Romina Del Plá                 | Fronte di Sinistra e dei Lavoratori         | 579 228    | 2,16  |  |  |  |  |
| Juan José Gómez Centurión | Cynthia Hotton                 | Frente NOS                                  | 457 956    | 1,71  |  |  |  |  |
| José Luis Espert          | Luis Rosales                   | Unite por la Libertad y la Dignidad         | 394 207    | 1,47  |  |  |  |  |
| Totale                    | Totale                         | Totale                                      | 26 838 336 | 100   |  |  |  |  |
|                           |                                |                                             |            |       |  |  |  |  |
| Schede bianche            | Schede bianche                 | Schede bianche                              | 434 379    | 1,58  |  |  |  |  |
| Schede nulle              | Schede nulle                   | Schede nulle                                | 252 388    | 0,92  |  |  |  |  |
| Votanti                   | Votanti                        | Votanti                                     | 27 525 103 | 80,41 |  |  |  |  |
| Elettori                  | Elettori                       | Elettori                                    | 34 231 895 |       |  |  |  |  |

## Risultati per provincia
| Provincia           | Fernández/Fernández (FdT) | Fernández/Fernández (FdT) | Macri/Pichetto (IpC) | Macri/Pichetto (IpC) | Lavagna/Urtubey (CF) | Lavagna/Urtubey (CF) | Del Caño/del Plá (FISL) | Del Caño/del Plá (FISL) | Centurión/Hotton (NOS) | Centurión/Hotton (NOS) | Espert/Rosales (UNITE) | Espert/Rosales (UNITE) | Bianche/Nulle | Bianche/Nulle | Totale     | Totale |
| Provincia           | Voti                      | %                         | Voti                 | %                    | Voti                 | %                    | Voti                    | %                       | Voti                   | %                      | Voti                   | %                      | Voti          | %             | Voti       | %      |
| ------------------- | ------------------------- | ------------------------- | -------------------- | -------------------- | -------------------- | -------------------- | ----------------------- | ----------------------- | ---------------------- | ---------------------- | ---------------------- | ---------------------- | ------------- | ------------- | ---------- | ------ |
| Buenos Aires        | 5.294.879                 | 52,20                     | 3.640.552            | 35,89                | 638.990              | 6,30                 | 273.495                 | 2,70                    | 150.067                | 1,48                   | 145.743                | 1,44                   | 230.767       | 2,22          | 10.374.493 | 82,07  |
| Capital Federal     | 719.655                   | 35,46                     | 1.068.134            | 52,64                | 130.475              | 6,43                 | 59.066                  | 2,91                    | 13.863                 | 0,68                   | 38.013                 | 1,87                   | 46.228        | 2,23          | 2.075.434  | 76,58  |
| Catamarca           | 132.590                   | 56,66                     | 79.568               | 34,00                | 13.197               | 5,64                 | 3.508                   | 1,50                    | 2.136                  | 0,91                   | 3.011                  | 1,29                   | 20.148        | 7,93          | 254.158    | 79,41  |
| Chaco               | 404.758                   | 55,73                     | 258.432              | 35,58                | 27.636               | 3,81                 | 6.986                   | 0,96                    | 20.617                 | 2,84                   | 7.856                  | 1,08                   | 11.370        | 1,54          | 737.655    | 77,60  |
| Chubut              | 174.726                   | 52,42                     | 97.837               | 29,35                | 25.357               | 7,61                 | 13.117                  | 3,94                    | 14.253                 | 4,28                   | 8.029                  | 2,41                   | 14.248        | 4,10          | 347.567    | 77,59  |
| Córdoba             | 616.302                   | 26,31                     | 1.506.439            | 64,31                | 113.734              | 5,00                 | 37.612                  | 1,65                    | 31.869                 | 1,40                   | 30.213                 | 1,33                   | 68.489        | 2,92          | 2.342.466  | 79,00  |
| Corrientes          | 340.446                   | 48,19                     | 317.345              | 44,92                | 21.658               | 3,12                 | 6.522                   | 0,94                    | 12.515                 | 1,80                   | 7.044                  | 1,02                   | 13.071        | 1,85          | 706.468    | 80,74  |
| Entre Ríos          | 390.587                   | 44,37                     | 391.495              | 44,47                | 55.030               | 6,25                 | 14.504                  | 1,65                    | 14.647                 | 1,66                   | 14.111                 | 1,60                   | 14.585        | 1,63          | 894.959    | 80,59  |
| Formosa             | 229.774                   | 65,21                     | 100.280              | 28,46                | 11.057               | 3,14                 | 3.112                   | 0,88                    | 5.334                  | 1,51                   | 2.797                  | 0,79                   | 5.137         | 1,44          | 357.491    | 77,74  |
| Jujuy               | 207.120                   | 46,19                     | 186.104              | 41,50                | 26.835               | 5,98                 | 9.241                   | 2,06                    | 10.512                 | 2,34                   | 8.617                  | 1,92                   | 8.616         | 1,89          | 457.045    | 81,78  |
| La Pampa            | 115.095                   | 50,07                     | 88.744               | 38,74                | 15.137               | 6,59                 | 4.727                   | 2,06                    | 4.676                  | 2,03                   | 3.471                  | 1,51                   | 3.665         | 1,57          | 233.515    | 81,23  |
| La Rioja            | 85.779                    | 47,37                     | 82.462               | 45,43                | 7.844                | 4,33                 | 2.127                   | 1,17                    | 2.087                  | 1,15                   | 2.801                  | 1,55                   | 52.964        | 22,63         | 234.064    | 80,90  |
| Mendoza             | 429.313                   | 37,47                     | 592.328              | 50,43                | 75.448               | 6,56                 | 26.315                  | 2,29                    | 22.715                 | 1,97                   | 14.370                 | 1,25                   | 23.902        | 2,03          | 1.174.556  | 81,08  |
| Misiones            | 417.752                   | 57,71                     | 245.254              | 33,88                | 24.451               | 3,38                 | 6.704                   | 0,93                    | 21.239                 | 2,93                   | 8.537                  | 1,18                   | 18.551        | 2,50          | 742.488    | 79,88  |
| Neuquén             | 194.205                   | 47,73                     | 151.939              | 37,34                | 25.628               | 6,30                 | 15.209                  | 3,74                    | 11.743                 | 2,89                   | 8.167                  | 2,01                   | 20.018        | 4,69          | 426.909    | 83,94  |
| Río Negro           | 247.664                   | 57,23                     | 123.674              | 28,58                | 27.483               | 6,35                 | 11.252                  | 2,60                    | 14.173                 | 3,28                   | 8.482                  | 1,96                   | 19.420        | 4,30          | 452.148    | 80,26  |
| Salta               | 374.369                   | 48,82                     | 266.406              | 34,74                | 82.358               | 10,74                | 13.625                  | 1,78                    | 16.635                 | 2,17                   | 13.378                 | 1,74                   | 16.967        | 2,16          | 783.738    | 76,09  |
| San Juan            | 242.060                   | 53,01                     | 160.449              | 35,14                | 33.004               | 7,23                 | 6.928                   | 1,52                    | 8.388                  | 1,84                   | 5.759                  | 1,26                   | 8.341         | 1,79          | 464.929    | 82,41  |
| San Luis            | 129.118                   | 41,68                     | 142.479              | 46,03                | 20.954               | 6,76                 | 7.171                   | 2,32                    | 7.683                  | 2,48                   | 5.354                  | 1,73                   | 8.076         | 2,54          | 317.835    | 81,24  |
| Santa Cruz          | 108.323                   | 59,77                     | 51.183               | 28,24                | 9.123                | 5,03                 | 6.032                   | 3,33                    | 5.171                  | 2,85                   | 1.402                  | 0,77                   | 7.649         | 4,05          | 188.883    | 74,62  |
| Santa Fe            | 910.202                   | 42,48                     | 963.381              | 43,80                | 193.603              | 8,98                 | 30.862                  | 1,43                    | 33.247                 | 1,54                   | 40.353                 | 1,87                   | 43.622        | 1,98          | 2.199.500  | 79,43  |
| Santiago del Estero | 451.082                   | 74,95                     | 110.525              | 18,37                | 20.103               | 3,34                 | 5.755                   | 0,96                    | 9.220                  | 1,53                   | 5.123                  | 0,85                   | 9.924         | 1,62          | 611.732    | 80,40  |
| Terra del Fuoco     | 57.887                    | 56,93                     | 26.529               | 26,09                | 7.785                | 7,66                 | 2.760                   | 2,71                    | 3.925                  | 3,86                   | 2.803                  | 2,76                   | 3.208         | 3,06          | 104.897    | 75,87  |
| Tucumán             | 581.686                   | 55,76                     | 357.642              | 35,94                | 42.432               | 4,14                 | 12.598                  | 1,23                    | 21.241                 | 2,07                   | 8.773                  | 0,86                   | 17.801        | 1,71          | 1.042.173  | 82,78  |
| Totale              | 12.670.378                | 47,21                     | 11.116.438           | 41,42                | 1.649.322            | 6,14                 | 579.228                 | 2,16                    | 457.956                | 1,71                   | 394.207                | 1,47                   | 686.767       | 2,50          | 27.525.103 | 80,41  |